# Mittelschicht
Unter der Sammelbezeichnung Mittelschicht, besonders in der Schweiz auch Mittelstand genannt, versteht man diejenigen Bevölkerungsgruppen, die innerhalb eines sozialen Schichtungs-Modells in der Sozialstruktur zwischen einer Oberschicht und einer Unterschicht angesiedelt sind. Es gibt vielfältige Konzepte der Schichtungen und keine abschließende, überall anerkannte Definition der Schicht im soziologischen Sinne. Daher gibt es auch zahlreiche Vorstellungen von Mittelschicht. Im englischen Sprachraum wird sie als middle class bezeichnet, vereinzelt auch von deutschsprachigen Autoren als Mittelklasse.

## Historisch-Soziologisches
Nach frühen feudalen hierarchischen Konzepten eines Adels und dessen Untertanen entwickelte sich spätestens ab der Antike eine dazwischenstehende Gruppe, die weder hochgestellt noch unfrei war und anfangs primär das Konzept des Bürgers darstellte. Das umfasste eine gewisse Souveränität über die eigene Person und gewisse Persönlichkeitsrechte. Daraus entwickelten sich später die allgemeinen Bürgerrechte und das Konzept des Staatsbürgers als Grundgesamtheit der Bevölkerung, womit das Schichtspezifische schließlich verloren ging.
Anfangs noch Teil der niederen Schichten (so mittelalterlich „Bürger, Bauer, Bettelmann“), gewann das Bürgertum Europas spätestens mit dem Welthandel der beginnenden Neuzeit den Charakter einer Mittelschicht. So wie sich der Adel (etwa in Niederer Adel und Hochadel) ausdifferenzierte und auch die Unterschichten vielfältiger gesehen werden, so wird gelegentlich weiter in eine obere, mittlere, untere Mittelschicht unterteilt. Dabei begannen die feudalen Schichtgrenzen zunehmend durchlässig zu werden, und sozialen Auf- wie auch Abstieg zuzulassen (etwa im Geldadel und Beamtentum, aber auch der Schuldknechtschaft).
Im Zuge der Industriellen Revolution verloren die feudalen Schichten zunehmend ihre Bedeutung (Abschaffung der Leibeigenschaft, Schwächung des Adels), und wirtschaftsdemographische Kriterien begannen die Schichtmodelle zu dominieren. Damit ging auch der ständische (rechtlich definierte) Charakter des Mittelstandes verloren. Durch die Wandlungen der Weltkriege und die Globalisierung verlagerte sich das Konzept der Oberschicht von Machtausübung hin zu Reichtum und Prominenz, das der Unterschichten hin zu Armut und Ausgeschlossensein von sozialen und gesellschaftlichen Neuerrungenschaften (einschließlich Bildung). Die Mittelschicht verbleibt in einer exkludierenden Definition, weder der einen noch der anderen Gruppe zuordenbar zu sein, bildet also schlicht die heterogene Mitte der Gesellschaft, ohne herausragende soziale Lage, wobei aber auch zunehmend horizontale Differenzen in den Fokus der Soziologie treten.
Innerhalb der Soziologie wird die einfache Dreiteilung in Ober-, Mittel- und Unterschicht analytisch nur noch selten verwendet. US-amerikanische Soziologen entwickelten demgegenüber in den 1960er Jahren verfeinerte 8- und 9-Schichten-Modelle.

## Vergleich mit der sozialen Klasse
Im Unterschied zu einer Klasse wird eine soziale Schicht nicht durch gemeinsame Verhältnisse zu den Produktionsmitteln bestimmt. Daher hat die Mittelschicht keinen Eingang in Klassenmodelle – zum Beispiel im Marxismus – gefunden. In der Definition, weder Ober- noch Unterschicht zu sein, weder reich noch arm, weder privilegiert, noch unterprivilegiert, stellt sich die Mittelschicht als inhomogenes Konglomerat dar.
Diese Eigenschaft stellt die Besonderheit der Mittelschicht gegenüber den – oberen wie unteren – Randbereichen der Gesellschaft dar, die darin zumindest über gewisse Gemeinsamkeit verfügen, im marxistischen Sinne ein Klassenbewusstsein haben. Daher gilt die Mittelschicht auch nicht als eine feststellbare politische Zielgruppe und bildet kein explizites Lobbytum aus, zieht aber auch keine Feindbilder auf sich.
Zwar hatte auch die marxistische Theorie am Rande ihrer zwei Klassen (Kapitalisten und Proletariat) die städtischen Mittelschichten, das Kleinbürgertum und die Bauern unterschieden. Diese werden jedoch tendenziell den unteren Schichten zugeordnet. Nach dem marxistischen Konzept gelten diese vergleichsweise als unterprivilegiert und einflussschwach, so dass sie das Proletariat im Klassenkampf nicht bedrohen, aber auch nicht dessen Sorgen teilen.
Einfache US-Modelle verwenden die Begriffe lower class, working class, middle class, upper class in Anlehnung an das marxistische Verständnis von Klasse.
Andreas Reckwitz beschreibt 2017 zwei Mittelschichten: die neue Mittelklasse und die alte Mittelklasse. Die neue Mittelklasse besteht in erster Linie aus „hoch qualifizierten Akademikern in den Großstädten mit guten Karriereperspektiven, vor allem in der Wissensökonomie“. Diese neue Mittelschicht besitzt zwar einen hohen ökologischen Fußabdruck, beispielsweise durch viele Flugreisen, aber empfindet trotzdem ein ökologisch verantwortliches Verhalten als wichtig. Die alte Mittelklasse sind „Menschen mit mittlerer Bildung, oft in kleinstädtisch-ländlichen Regionen, in Einstellung und Lebensführung eher konservativ-traditionell.“

## Wirtschaft und Politik
In den Wirtschaftswissenschaften wird unter Mittelschicht (in Abgrenzung zum unternehmerischen Mittelstand) vor allem diejenige Vermögensgruppe verstanden, die sich in Bezug auf ihr Einkommen oder ihren Besitz weder als reich noch als einkommensschwach oder besitzlos einstufen lässt.
In der Makroökonomie und in der Politik wird die Mittelschicht als tragende und stabilisierende gesellschaftliche Kraft angesehen. Keine Einigkeit herrscht international darüber, inwieweit die Mittelschicht zunehmend ausgedünnt wird durch die Globalisierung und ihre Verstärkung der Einkommensschere, die zu wachsenden sozialen Ungleichheiten führt (siehe auch Neue Unterschicht, Turbokapitalismus, Kultur der Armut). Demgegenüber stehen die Mittelschichten international als neue Hoffnungsträger in der entwicklungspolitischen Diskussion. Ob die wachsende Mittelschicht nachhaltige Entwicklung maßgeblich vorantreiben kann, wird allerdings auch infrage gestellt. In Europa ist die Mittelschicht in den nördlichen Staaten deutlich wohlhabender als in den südlichen. Jahrzehntelang war die US-Mittelschicht die weltweit reichste, wurde aber 2010 von der kanadischen überholt. Auch gegenüber den europäischen Mittelschichten hat die der USA an Vorsprung verloren.
Der französische Wirtschaftswissenschaftler Thomas Piketty erregte 2014 internationale Aufmerksamkeit mit seiner Veröffentlichung Capital in the Twenty-First Century, in der er Einkommensverteilung und Ungleichheit der letzten 300 Jahre untersuchte. Er fand zu allen Krisenzeiten sozialen Abstieg und Verarmung der Mittelschicht, während die vermögende Oberschicht in jeder Krise durch höhere Gewinne ihrer Geldanlagen reicher wurde.  Die Einkommensschere ist danach eine Folge wirtschaftlicher oder gesellschaftlicher Instabilität.

### Einkommensstatistische Festlegungen
Grundlage ist meist das Äquivalenzeinkommen als Einkommen, das jedem Mitglied eines Haushalts – wenn es erwachsen und alleinlebend wäre – den gleichen (äquivalenten) Lebensstandard ermöglichen würde, wie es ihn innerhalb der Haushaltsgemeinschaft hat. Der Teil der Bevölkerung, der über ein Netto-Äquivalenzeinkommen in einem engeren oder weiteren Bereich um einen mittleren Wert (Median) herum verfügt, wird als Durchschnittsverdiener oder Mittelschicht bezeichnet; die Oberschicht verfügt über mehr, die Unterschicht über weniger Einkommen.
Die Grenzen nach oben und unten werden von verschiedenen Institutionen unterschiedlich festgelegt. Die Weltgesundheitsorganisation WHO etwa nennt nach unten 50 Prozent des Medians (entspricht der relativen Armutsgrenze), die Europäische Union 60 Prozent des Medians (entspricht der relativen Armutsgefährdungsgrenze). Deutschland, Österreich und die Schweiz beispielsweise verwenden die Spanne von 70 bis 150 oder 200 Prozent, die OECD verwendet 20 bis 80 Prozent der Einkommensverteilung (2. bis 4. Quintil), die Luxembourg Income Study (LIS) 75 bis 125 Prozent des mittleren Nettoäquivalenzeinkommen.
Im weltweiten Vergleich finden sich auch absolute Skalen: Goldman Sachs definierte middle class households mit einem Gesamteinkommen von 6.000 bis 30.000 Dollar jährlich, es finden sich weniger auf die Industrienationen fokussiert noch niedrigere Daten, so 10 bis 100 Dollar täglich (3.600 bis 36.500 Dollar jährlich). Nach letzterer Definition (10–100 $) gehören weltweit 1,8 Milliarden Menschen der Mittelschicht an (ein gutes Fünftel), davon mehr als die Hälfte in Europa und Amerika, und ein gutes Viertel im pazifischen Asien. Dabei ist zu beachten, dass 10 $/Tag weit unter mitteleuropäischen Konzepten eines Existenzminimums liegen, also alle Menschen dort dieser (globalen) Mittelschicht angehören. Das bedeutet, solche absoluten und globalen Skalen berücksichtigen die lokalen Lebenshaltungskosten nicht.
Die Ökonomen Homi Kharas und Kristofer Hamel definieren ein Mittelschichtsleben nach globalem Maßstab so: Man kann sich Dinge wie einen Kühlschrank, eine Waschmaschine oder ein Motorrad leisten; ein Kinobesuch liegt drin; Urlaub machen ist möglich; eine plötzliche Krankheit oder ein zeitweiliger Jobverlust kann überstanden werden, ohne in Armut abzurutschen. Zwischen Mittelschicht und extremer Armut finden sich die „Verletzlichen“ (3,2 Milliarden Menschen): Sie können durch ein unvorhergesehenes Ereignis wie eine Krankheit oder Arbeitslosigkeit in die Armut zurückfallen. Ganz oben sind die Reichen (200 Millionen).

### Deutschland
| Personen im Haushalt                        | Faktor | 70 %   | Median | 150 %  |
| ------------------------------------------- | ------ | ------ | ------ | ------ |
| 1 Person                                    | 1      | 11.200 | 16.000 | 24.000 |
| 1 Person + 1 Kind < 14 Jahre                | 1,3    | 14.569 | 20.800 | 31.200 |
| 2 Personen ≥ 14 Jahre                       | 1,5    | 16.800 | 24.000 | 36.000 |
| 2 Personen ≥ 14 Jahre + 1 Kind < 14 Jahre   | 1,8    | 20.160 | 28.800 | 43.200 |
| 2 Personen ≥ 14 Jahre + 2 Kinder < 14 Jahre | 2,1    | 23.520 | 33.600 | 50.400 |

#### Definitionen
Die Mittelschicht wird nicht einheitlich definiert.
Der Armuts- und Reichtumsbericht der Bundesregierung definiert die Mittelschicht als diejenigen, die mehr als 60 %, aber weniger als 200 % des Median-Einkommens verdienen.
Das Deutsche Institut für Wirtschaftsforschung (DIW) nennt als untere Grenze 70 %, als obere Grenze 150 % des gemittelten Äquivalenzeinkommens. Demnach gehörten z. B. 2019 Ein-Personen-Haushalte mit mehr als 2.700 Euro netto Einkommen im Monat nicht mehr zur Mittelschicht, auch wenn Betroffene das häufig nicht so sehen.
Ein 2021 veröffentlichter Report der Bertelsmann Stiftung und der OECD definierte als Mittelschicht, wer ein äquivalenzgewichtetes verfügbares Einkommen zwischen 75 % und 200 % des Medians erzielt.

#### Schrumpfen der Mittelschicht
Unabhängig von der zugrunde liegenden Definition von Mittelschicht kommen verschiedene Institutionen zu dem Ergebnis, dass die Mittelschicht schrumpft:
Nach Studien des DIW gehörten in den 1980er Jahren etwa 67 % der Bevölkerung zur mittleren Einkommensschicht, 62 % im Jahr 2000, 54 % im Jahr 2006.
Auch der Armuts- und Reichtumsbericht, der auf der Mittelschicht-Definition der Bundesregierung beruht, kam zu dem Ergebnis, dass die Mittelschicht schrumpft. Demnach ging ihr Anteil von 81 % im Jahr 1991 auf 76 % im Jahr 2014 zurück.
Der Bericht von Bertelsmann Stiftung und OECD stellte einen Rückgang fest von 70 % im Jahr 1995 auf 64 % im Jahr 2018, der vor allem 2005 besonders ausgeprägt war. Der Bericht betonte das Abstiegsrisiko in der unteren Mitte und für jüngere Erwachsene, die Rolle der Bildung sowie das Abstiegsrisiko durch Arbeit in Teilzeit und im Niedriglohnbereich.
Aus soziologischer Sicht waren Sozialsysteme und Flächentarifverträge die Hauptgründe dafür, warum die Mittelschicht in Deutschland größer war als in anderen europäischen Ländern etwa in Großbritannien oder Italien.

### Österreich
Das Wirtschaftsforschungsinstitut (WIFO) verwendet die Bandbreite von 70 bis 150 Prozent des Medians des Netto-Haushalts-Äquivalenzeinkommens für eine Festlegung einer Mittelschicht. Das umfasst 57 Prozent der Haushalte, rund 5 Millionen Menschen.
Es finden sich als Definition auch „wer Lohn- und Einkommensteuer zahlt, bis zum Spitzensteuersatz“ (11.000–60.000 Euro jährlich vor Steuern, ÖVP), „alle Einkommen unter 4000 Euro/Monat“ (bis 56.000 Euro jährlich, SPÖ), „wer nicht dem obersten und dem untersten Einkommensviertel angehört“ (17.250–30.800, FPÖ) oder „alle, die vom Erwerbseinkommen leben müssen“ (Neos). ÖVP, SPÖ und Neos sehen die Mittelschicht also breiter als die wirtschaftswissenschaftliche Definition, die FPÖ leicht enger (die Grünen folgen dem WIFO), wobei die SPÖ deutlich unterhalb der ÖVP ansiedelt.
In Österreich lag der Mittelwert des jährlichen Netto-Äquivalenzeinkommens einer Einzelperson (über den gemeinsamen Haushalt ermittelt) im Jahr 2007 knapp über 18.000 Euro, 2013 bei knapp über 22.000 Euro, kaufkraftbereinigt entspricht das (in KKS, dem Europadurchschnitt) 17.800 respektive 20.900, womit die österreichische Mittelschicht in Europa 2013 an vierter Stelle hinter Luxemburg, Norwegen und der Schweiz lag.
Ein Mittelschicht-Angehöriger verdient etwa 1100 Euro netto monatlich bis 2350 Euro netto (14 ×), oder rund 15.250 Euro bis 32.700 Euro jährlich (Stand 2014).
Nach einer Studie der OECD (Making Inclusive Growth Happen, 2014) ist Österreich in allen Industrienationen das Land, in dem die Mittelschicht (nach OECD-Definition) seit den 1990ern (1993 bis 2009) am stärksten ausgedünnt wurde. Dies liegt insbesondere an der gestiegenen Steuer-Last in der mittleren Quintile (mittleres Fünftel, mittlere Mittelschicht), und dem hohen Lohn-Wachstum bei den Spitzen-Verdienern.

### Schweiz
Die Mittelschicht – Schweizerisch als Mittelstand bezeichnet – ist die mit Abstand größte Gesellschaftsschicht. Nach einer statistischen Auslegung des Schweizer Radio DRS im Jahr 2011 sollen der Mittelschicht rund 60 Prozent der Bevölkerung angehören. Dazu zählt, wer zwischen 70 und 150 Prozent des durchschnittlich verfügbaren Äquivalenzeinkommens verdient. Das Äquivalenzeinkommen nach Schweizer Usance entspricht dem Haushalts-Nettoeinkommen, von dem 20 Prozent für feste Abgaben abgezogen werden. Für einen Einpersonenhaushalt entsprach es 42'000 Schweizer Franken im Jahr 2010.

## Bildungsspezifisches
In Deutschland wurde anhand einer Studie auf der Grundlage von Daten des Sinus-Instituts eine Trennung in drei Lebenswelten festgestellt, besonders in Bezug auf die Sorge von Eltern um die Ausbildung ihrer Kinder. So versuchen oft Eltern der Mittelschicht, ihre Kinder von Kindern der Unterschicht fernzuhalten. In der Unterschicht kümmern sich Eltern wenig um die schulischen Belange ihrer Kinder, oder es ist ihnen nicht möglich. Noch schärfer ist die Trennung zwischen Mittel- und Oberschicht: Hier erhalten Kinder eine von materiellen Beschränkungen weitgehend losgelöste Förderung durch ihre Eltern, Helfer und vor allem private Schulen.